# EIF4EBP2
EIF4EBP2 (англ. Eukaryotic translation initiation factor 4E binding protein 2) – білок, який кодується однойменним геном, розташованим у людей на короткому плечі 10-ї хромосоми. Довжина поліпептидного ланцюга білка становить 120 амінокислот, а молекулярна маса — 12 939.
| 10         |  | 20         |  | 30         |  | 40         |  | 50         |
| ---------- |  | ---------- |  | ---------- |  | ---------- |  | ---------- |
| MSSSAGSGHQ |  | PSQSRAIPTR |  | TVAISDAAQL |  | PHDYCTTPGG |  | TLFSTTPGGT |
| RIIYDRKFLL |  | DRRNSPMAQT |  | PPCHLPNIPG |  | VTSPGTLIED |  | SKVEVNNLNN |
| LNNHDRKHAV |  | GDDAQFEMDI |  |            |  |            |  |            |

A: Аланін

C: Цистеїн

D: Аспарагінова кислота

E: Глутамінова кислота

F: Фенілаланін

G: Гліцин

H: Гістидин

I: Ізолейцин

K: Лізин

L: Лейцин

M: Метіонін

N: Аспарагін

P: Пролін

Q: Глутамін

R: Аргінін

S: Серин

T: Треонін

V: Валін

Кодований геном білок за функціями належить до інгібіторів синтезу білка, фосфопротеїнів. 
Задіяний у такому біологічному процесі, як регуляція трансляції. 